# Thionia onerata
Thionia onerata är en insektsart som beskrevs av Melichar 1906. Thionia onerata ingår i släktet Thionia och familjen sköldstritar. Inga underarter finns listade i Catalogue of Life.